# Steenbecque
Steenbecque település Franciaországban, Nord megyében. Lakosainak száma 1626 fő (2022. január 1.). Steenbecque Blaringhem, Boëseghem, Morbecque és Thiennes községekkel határos.

## Népesség
A település népessége az elmúlt években az alábbi módon változott:
| Lakosok száma | 1739 | 1728 | 1738 | 1690 | 1674 | 1673 | 1662 | 1650 | 1626 |
|               | 2013 | 2015 | 2016 | 2017 | 2018 | 2019 | 2020 | 2021 | 2022 |